# Bulaii, Pohrebîșce
Bulaii (în ucraineană Булаї) este un sat în comuna Ceapaievka din raionul Pohrebîșce, regiunea Vinnița, Ucraina.

## Demografie
Componența lingvistică a localității Bulaii
     Ucraineană (100%)
Conform recensământului din 2001, toată populația localității Bulaii era vorbitoare de ucraineană (100%).